# Rebelión de 1088

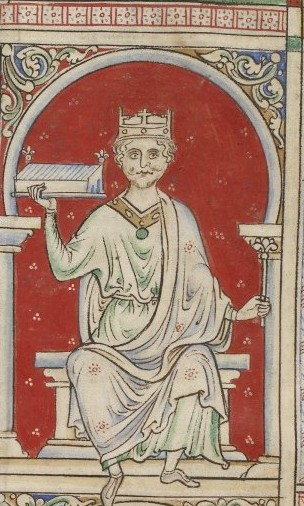
Ilustración de Guillermo II de Inglaterra, a quien se dirigía esta rebelión.

La Rebelión de 1088 tuvo lugar en Inglaterra durante la primavera y el verano de 1088. Fue causada por la voluntad de los barones anglonormandos de unir bajo un solo mando el ducado de Normandía y el reino de Inglaterra, que Guillermo el Conquistador había legado, a su muerte en 1087, a sus hijos Robert Courteheuse y Guillermo el Rojo, respectivamente. La rebelión fue un fracaso, pero las consecuencias fueron mínimas para los rebeldes.
La cronología precisa y el orden exacto de la sucesión de ciertos eventos pueden no ser ciertos debido a la falta de fuentes contemporáneas o a su contradicción.

## Contexto
En su lecho de muerte, el rey Guillermo el Conquistador decidió dividir sus posesiones en dos. A su hijo mayor Robert Courteheuse, le cedió su posesión más antigua, su hogar patrimonial, el ducado de Normandía, y al más joven Guillermo el Rojo, el reino de Inglaterra, que había conquistado hacía solo 20 años.
Para los muchos barones que poseían tierras a ambos lados del Canal de la Mancha, la situación planteaba grandes problemas de lealtad. Orderic Vital retranscribió su discurso así:

¿Cómo podemos obedecer adecuadamente a dos señores tan diferentes y tan diferentes el uno del otro? Si servimos dignamente a Robert, el duque de Normandía, entonces ofenderemos a su hermano Guillermo, y él nos despojará de los grandes bienes y dignidades que poseemos en Inglaterra. Si nos sometemos convenientemente al rey Guillermo, el duque Robert nos despojará en Normandía de nuestros legados paternos.
Comment pouvons-nous correctement obéir convenablement à deux seigneurs si différents et si éloignés l'un de l'autre ? Si nous servons dignement Robert, le duc de Normandie, alors nous offenserons son frère Guillaume, et il nous dépouillera des grands biens et des hautes dignités que nous possédons en Angleterre. Si nous nous soumettons convenablement au roi Guillaume, le duc Robert nous privera en Normandie de nos héritages paternels.
Orderic Vital

Rápidamente, algunos ricos barones decidieron que esa situación era insostenible y debía resolverse poniendo los dos territorios bajo el mismo mando, el del duque Robert.

## Desarrollo

### Preliminares
La Crónica anglosajona comienza con la conspiración en la Cuaresma de 1088 (después del 1 de marzo) y con la campaña de destrucción de los rebeldes en la Pascua (16 de abril). Sin embargo, hay indicios de un inicio anterior de las hostilidades. Según el relato de un milagro que habría ocurrido en la abadía de Fécamp, el duque Robert Courteheuse decidió apoderarse inmediatamente del trono de su hermano. En el invierno de 1087, contrató a piratas para que capturasen todos los barcos que proviniesen de Inglaterra, probablemente para construir una gran flota en vistas de una invasión.
Al mismo tiempo, la conspiración en Inglaterra estaba dirigida por Odón de Conteville, obispo de Bayeux y tío del rey —recién liberado tras la muerte del rey de 5 años de prisión— y por Roger II de Montgomery, conde de Shrewsbury. Su plan era rebelarse contra el rey y asegurar la mayor parte de Kent, de modo que sirviese como lugar de desembarco para la invasión del duque.
Las guarniciones castrales de Douvres, Hastings y Londres se rebelaron, pero cada una de ellas no fue capaz de tomar su ciudad. Esos fracasos están fechados antes del 12 de marzo.
Durante las siguientes cinco semanas, cada bando organizó sus fuerzas, preparándose para el conflicto abierto. Los rebeldes almacenaron suministros y fortificaron sus castillos. El rey tampoco estaba en posición de lanzar una gran campaña militar, especialmente basándose en rumores o en sospechas. La Pascua fue un punto de inflexión en el conflicto, ya que los rebeldes no se presentaron en la corte del rey.
El rey movilizó entonces a todos los hombres que pudo para su ejército.

### Fuerzas presentes
En total, cinco conjurados figuraban entre los diez terratenientes más grandes que figuran en el Domesday Book en 1086: Odon de Bayeux, Roberto de Mortain, Geoffroy de Montbray, obispo de Coutances, Roger II de Montgomery y Eustaquio III de Boulogne. 
El duque Robert también formó un partido avanzado en Inglaterra. Instalado en Rochester, constaba de Eustaquio III de Boulogne, tres hijos de Roger II de Montgomery, incluido Robert de Bellême y de una tropa de caballeros flamencos.
Odon se instaló en la ciudad amurallada de Rochester, donde también controlaba el castillo. Eligió esa ciudad porque, por un lado, estaba a medio camino entre Londres y Canterbury, y por otro lado, podía abastecerse desde el continente por el mar. En verano, su guarnición era de 500 caballeros. Roberto de Mortain tenía a Pevensey en la costa de Sussex, y Gilbert Fitz Richard, lord de Clare, tenía el castillo de Tonbridge. Buscaban crear una línea de defensa que aislase una gran área del reino al sureste, que incluía prácticamente todo Kent.
Los principales partidarios del rey fueron Hugo de Avranches, conde de Chester, Guillermo de Warenne, Robert FitzHamon y Lanfranco, el arzobispo de Canterbury. Enrique de Beaumont, fue un apoyo influyente que se revelará durante este conflicto.

### La rebelión de los barones
Con el regreso de la primavera en 1088, los barones lanzaron su campaña saqueando las tierras y las rentas del rey y de sus partidarios. Odón emprendió ataques de pillaje contra las posesiones arzobispales de Canterbury.
Geoffroy de Montbray y su sobrino Robert, conde de Northumbria, saquearon Bristol, Bath, Berkeley y gran parte de Wiltshire, pero fracasaron en su intento de apoderarse de Ilchester.
Guillermo de Eu, hijo de Roger I, conde de Eu lideró una campaña en el norte de Gloucestershire contra Berkeley.
Se lanzó una invasión consecuente desde las tierras de la marca galesa de Roger II de Montgomery. Roger de Lacy, lord de Weobley, Raúl de Mortimer, lord de Wigmore y Bernard de Neufmarché levantaron un ejército de galeses, normandos e ingleses. Tomaron Hereford, quemaron Gloucester y saquearon Worcestershire. Cuando amenazaban la ciudad de Worcester, sus habitantes organizaron la resistencia y, liderados por el obispo Wulfstan de Worcester, toman por sorpresa a sus atacantes y los derrotaron, matando a varios cientos de soldados.
También hubo rebeliones en el este del país, pero las crónicas contemporáneas dan poca información al respecto. Así, Hugo de Grandmesnil, en los Midlands, y Roger Bigot, sherifs de Leicestershire y Norfolk respectivamente, tuvieron un comportamiento sospechoso.

### La reacción del rey
La respuesta de Guillermo el Rojo fue triple. Primero, para dividir a sus enemigos, prometió a quienes regresasen con él que recibirían tanto dinero y tierra como quisieran. Esto le permitió llegar a un acuerdo con Roger II de Montgomery, que sostenía el castillo de Arundel (en Sussex). Probablemente realizó extravagantes promesas al conde que no cumplirá.
Luego hizo la promesa a sus tropas reunidas de establecer un buen gobierno. También prometió a los ingleses en su conjunto restaurar las mejores leyes que hubieran conocido, abolir los impuestos injustos y restaurar los derechos de caza.
Finalmente, después de haber identificado a su tío Odón de Bayeux como su principal adversario, se dirigió a Rochester a finales de abril. Dejó que sus comandantes regionales se encargasen de las otras rebeliones y envió una flota para proteger la costa del país a fin de interceptar la flota del duque. Primero eligió proteger su espalda neutralizando Tonbridge, que estaba en manos de Gilbert FitzRichard de Clare y de su hermano Roger. El asedio duró solo dos días y Gilbert fue herido.
Guillermo el Rojo se volvió hacia Rochester, pero fue informado de que Odón de Bayeux se había unido a su hermano Robert en Pevensey, porque había recibido refuerzos del duque Robert Courteheuse. Se dirigió hacia el sur y asedió el castillo de Pevensey.
Mientras tanto, los rebeldes aislados en Rochester continuaban con sus incursiones en Canterbury, pero el rey no se distrajo. Una fuerza naval enviada por el duque fue interceptada en el mar y fue parcialmente destruida. William de Warenne fue herido en una pierna y murió en Lewes el 24 de junio.

### El asedio de Rochester
Después de seis semanas de asedio, cayó el castillo de Pevensey, y Odon de Bayeux y Roberto de Mortain se rindieron. Odón acordó negociar la rendición del castillo de Rochester en el que se habían retirado algunos barones normandos y flamencos. El rey Guillermo lo envió imprudentemente con un destacamento frente a la mayor parte de las tropas, pero Odón y su escolta fueron capturados por la guarnición de Rochester, y la rebelión continuó.
El rey construyó luego dos contra-castillos para bloquear la ciudad. Cuando comenzaron las negociaciones de rendición en julio, los barones que se mantuvieron leales al rey lo instaron a mostrar clemencia a los vencidos. Orderic Vital describió las súplicas de los barones dirigiéndose al rey:

Si la indulgencia reemplaza el resentimiento en vuestro corazón, si usted conserva alrededor suyo con bondad a los culpables, o si al menos los deja ir en paz, obtendrá en muchas circunstancias aún un partido ventajoso de su amistad y de sus servicios. El mismo hombre que os lastimó puede, luego, serviros como amigo.
Si l'indulgence remplace le ressentiment dans votre cœur, si vous conservez auprès de vous avec bonté les coupables, ou si du moins vous les laissez aller en paix, vous tirerez encore dans beaucoup de circonstances un parti avantageux de leur amitié et de leurs services. Le même homme qui vous blessa peut, par la suite, vous servir comme ami.

Robert Courteheuse esperó demasiado para lanzar su ofensiva y fue su incapacidad para enviar refuerzos lo que frustró esta rebelión.

## Conclusión
Odón, antes el hombre más rico de Inglaterra después del rey, fue despojado de todas sus propiedades y fue desterrado de Inglaterra. Se refugió en Normandía. Su hermano Roberto de Mortain  pudo permanecer en el reino y conservar sus bienes. Geoffroy de Montbray fue perdonado e incluso se le permitió participar en el juicio de Guillaume de Saint-Calais. Sin embargo, es posible que se hubiese reconciliado con el rey durante el conflicto, ya que el duque de Normandía había vendido todo el Cotentin (donde estaba su diócesis) a su hermano Enrique por 10.000 marcos de plata.
Henry de Beaumont fue nombrado conde de Warwick, William de Warenne conde de Surrey y Robert FitzHamon recibió el honor de Gloucester.
William de Saint-Calais fue juzgado en Salisbury por deserción, despojado de sus posesiones seculares y luego exiliado. El rey Guillermo II el Rojo, de manera pragmática, protegió a los barones que necesitaba y se deshizo de los que eran una amenaza. Recompensó a los que le habían sido fieles y de gran ayuda.
Guillermo II el Rojo y su hermano mayor Robert Courteheuse terminaron momentáneamente su conflicto por el tratado de Caen en 1091.